# Francisco Venegas
Francisco Eduardo Venegas Moreno (ur. 16 lipca 1998 w Acámbaro) – meksykański piłkarz występujący na pozycji lewego obrońcy, reprezentant Meksyku, od 2024 roku zawodnik Querétaro.